# Калиняк Богдан Михайлович
Богдан Михайлович Калиняк (1961, Коломия, Івано-Франківська область, Українська РСР — 28 січня 2014, Івано-Франківськ, Україна) — громадський активіст, захисник Майдану. Герой України.

## Життєпис
Богдан  Калиняк народився 29 січня 1961 року в селі Велика Кам’янка Коломийського району Івано-Франківської області. Богданового батька – Михайла Калиняка совєцькі каральні органи заарештували у 1948 році як розвідника ОУН.  Після смерті Сталіна його реабілітували. Родина матері також зазнала репресій, її вивезли до Сибіру в 1939 році. Лише з хрущовською "відлигою" батьки Богдана змогли налагодити своє життя. Богдан був молодшою дитиною у сім’ї, мав сестру.
У дитинстві та юності Богдан Калиняк полюбляв доглядати за кіньми, а вечорами слухав спогади дідуся, зокрема й про роки заслання у Сибіру. Після закінчення школи хлопець навчався у Коломийському технікумі механічної обробки деревини (тепер Коломийський політехнічний коледж). Отримав спеціальність техніка-механіка. Два роки відслужив під Мінськом у залізничних військах.
Працював слюсарем-ремонтником на Коломийському заводі сільськогосподарського машинобудування, їздив на заробітки до Польщі, згодом відкрив магазин із продажу та ремонту побутової техніки.

## На Майдані
Із початком протестів у листопаді 2013 року Богдан Калиняк став учасником акцій у Коломиї, а у грудні виїхав до Києва. У столиці отаборився на Майдані у наметі земляків, долучився до 14-ї сотні Самооборони Майдану "Вільні люди". Розповідав рідним, що почувався там наче в рідному місті. Разом із родиною допомагав протестувальникам харчами, підвозив дрова.
Після святкування Різдва вдома Богдан Калиняк повернувся до Києва. За свідченнями побратимів, чоловік спав дуже мало. Допомагав пораненим, пильнував за чистотою в наметі. Часто повторював: "Якщо не відстоїмо цього разу, то, мабуть, уже ніколи".
Після ухвалення "диктаторських законів" 16 січня 2014 року Богдан Калиняк брав участь у сутичках зі спецпризначенцями на вулиці Михайла Грушевського. 
Богдан Калиняк провів на Майдані майже два місяці. Він майже без сну і відпочинку допомагав пораненим, залишався на нічні чергування. Додому Богдан Калиняк повернувся хворим. 
«Коли ми вперше побачилися на Майдані, я дуже здивувався, адже він був дуже спокійною та врівноваженою людиною, ніколи не видавав своїх емоцій. Як виявилося, на Майдані він провів майже всі два місяці, чотири рази туди їздив точно. Наскільки я знаю, під час сутичок на Грушевського Богдан заробив пневмонію, після того, як там поливали мітингувальників крижаною водою. Ось він і захворів», — розповів товариш загиблого, мер Коломиї Ігор Слюзар.
За словами друга померлого — Віктора Позника — Калиняк багато допомагав Майдану грошима і товаром. «Ми жили в наметах з активістами зі східної України. Одного разу ми вийшли пройтися Києвом і привели на Майдан майже сорок людей. Богдан був дуже доброю людиною, все тримав у собі, не умів лаятися і ніколи не хворів. Навіть не можу зрозуміти, як його не стало», — розповів його друг.
Богдан Калиняк помер 28 січня 2014 року в лікарні.

### Загибель
19 січня спецпідрозділи Внутрішніх військ, всупереч законодавству, почали використовувати водомети за мінусової температури. Богдан Калиняк двічі потрапляв під крижаний струмінь. Був виснажений, захворів, але до останнього не хотів іти з Майдану та звертатися до лікарів. Адже на той час майданівців уже не раз викрадали з лікарень тітушки й міліція. Однак 26 січня побратими наполягли, і чоловік таки повернувся додому – у важкому стані, з підозрою на двостороннє запалення легень. Рідні доправили його до лікарні. Не доживши добу до свого п’ятдесят третього дня народження, Богдан помер 28 січня в Івано-Франківській обласній лікарні.  Богдана Калиняка поховали 30 січня в його рідному селі Велика Кам’янка на Івано-Франківщин

## Вшанування пам'яті
25 квітня 2015 року – на фасаді Коломийського політехнічного коледжу, в якому навчався Богдан Калиняк, відкрито меморіальну дошку. 
21 листопада 2015 року –  ім’я та портрет Богдана Калиняка розміситили у тимчасовому Меморіалі Героїв Небесної Сотні у Києві.
15 травня 2016 року – в селі Велика Кам’янка встановили меморіальний знак, а на фасаді місцевого ліцею – пам’ятну дошку.
23 серпня 2019 року – ім’я та портрет Богдана Калиняка розміситили у Меморіалі Героїв Небесної Сотні у Львов

### Нагороди
- Звання Герой України з удостоєнням ордена «Золота Зірка» (21 листопада 2014, посмертно) — за громадянську мужність, патріотизм, героїчне відстоювання конституційних засад демократії, прав і свобод людини, самовіддане служіння Українському народу, виявлені під час Революції гідності[7]
- Медаль «За жертовність і любов до України» (УПЦ КП, червень 2015) (посмертно)[8]

### Поетичне присвячення
Автором і упорядником Поетичної енциклопедії "Герої Майдану" (1том) Оксаною Федишин  присвячено вірш Герою Небесної сотні Калиняку Богдану Михайловичу – патріоту рідного міста.
___Народною долею він занедужав___
У Вічність святу відійшов наш земляк
Майдану герой Богдан Калиняк.
Провівши крилом по чолі небозводу,
Прощалась душа наостанку з народом,
Якого любив більш, ніж власне життя.
Леліяв шляхетні святі почуття
До Неньки невільної відданий син.
Хороший господар був і сім'янин.
Скількох він підтримав! Скільком допоміг!
Із серцем великим, в якому він зміг
Вмістити не тільки знайомих, родину,
А й цілу Вкраїну велику, єдину.
Палкий патріот і сумлінний Богдан
Підтримував гривнею рідний Майдан
І одягом, й словом, й плечем для слабкого;
Виносив поранених з диму їдкого;
Вночі чергував, вдень себе не щадив…
Два місяці чорних народу служив.
В січневі морози, облитий водою,
Нескорений духом, не дбав за собою…
Його не спинили ні кулі, ні стужа –
Народною долею він занедужав…
В смертельнім жару обірвались слова:
«Не вмерла Вкраїна… Вкраїна жива…
Заплакала Кам’янка і Коломия –
І вітер голосить, по закутках виє:
«Не вмерла Вкраїна… Вкраїна живе…»
Шикує ряди покоління нове.
2014/02/17, Оксана Федишин